# Lijst van integralen van rationale functies
Hieronder staat een lijst van integralen van rationale functies. Integralen zijn het onderwerp van studie van de integraalrekening. Een rationale functie is een breuk waarvan zowel de teller als de noemer een polynoom is of gelijk is aan 1.
{\displaystyle \int (ax+b)^{n}\ \mathrm {d} x={\frac {(ax+b)^{n+1}}{a(n+1)}}\qquad {\mbox{voor }}n\neq -1}
{\displaystyle \int {\frac {1}{ax+b}}\ \mathrm {d} x={\frac {1}{a}}\ln |ax+b|}
{\displaystyle \int x(ax+b)^{n}\ \mathrm {d} x={\frac {a(n+1)x-b}{a^{2}(n+1)(n+2)}}(ax+b)^{n+1}\qquad {\mbox{voor }}n\not \in \{-1,-2\}}
{\displaystyle \int {\frac {x}{ax+b}}\ \mathrm {d} x={\frac {x}{a}}-{\frac {b}{a^{2}}}\ln |ax+b|}
{\displaystyle \int {\frac {x}{(ax+b)^{2}}}\ \mathrm {d} x={\frac {b}{a^{2}(ax+b)}}+{\frac {1}{a^{2}}}\ln |ax+b|}
{\displaystyle \int {\frac {x}{(ax+b)^{n}}}\ \mathrm {d} x={\frac {a(1-n)x-b}{a^{2}(n-1)(n-2)(ax+b)^{n-1}}}\qquad {\mbox{voor }}n\not \in \{1,2\}}
{\displaystyle \int {\frac {x^{2}}{ax+b}}\ \mathrm {d} x={\frac {b^{2}\ln |ax+b|}{a^{3}}}+{\frac {ax^{2}-2bx}{2a^{2}}}}
{\displaystyle \int {\frac {x^{2}}{(ax+b)^{2}}}\ \mathrm {d} x={\frac {1}{a^{3}}}\left(ax-2b\ln |ax+b|-{\frac {b^{2}}{ax+b}}\right)}
{\displaystyle \int {\frac {x^{2}}{(ax+b)^{3}}}\ \mathrm {d} x={\frac {1}{a^{3}}}\left(\ln |ax+b|+{\frac {2b}{ax+b}}-{\frac {b^{2}}{2(ax+b)^{2}}}\right)}
{\displaystyle \int {\frac {x^{2}}{(ax+b)^{n}}}\ \mathrm {d} x={\frac {1}{a^{3}}}\left(-{\frac {(ax+b)^{3-n}}{(n-3)}}+{\frac {2b(a+b)^{2-n}}{(n-2)}}-{\frac {b^{2}(ax+b)^{1-n}}{(n-1)}}\right)\qquad {\mbox{voor }}n\not \in \{1,2,3\}}
{\displaystyle \int {\frac {1}{x(ax+b)}}\ \mathrm {d} x=-{\frac {1}{b}}\ln \left|{\frac {ax+b}{x}}\right|}
{\displaystyle \int {\frac {1}{x^{2}(ax+b)}}\ \mathrm {d} x=-{\frac {1}{bx}}+{\frac {a}{b^{2}}}\ln \left|{\frac {ax+b}{x}}\right|}
{\displaystyle \int {\frac {1}{x^{2}(ax+b)^{2}}}\ \mathrm {d} x=-a\left({\frac {1}{b^{2}(ax+b)}}+{\frac {1}{ab^{2}x}}-{\frac {2}{b^{3}}}\ln \left|{\frac {ax+b}{x}}\right|\right)}
{\displaystyle \int {\frac {1}{x^{2}+a^{2}}}\ \mathrm {d} x={\frac {1}{a}}\arctan {\frac {x}{a}}}
{\displaystyle \int {\frac {1}{x^{2}-a^{2}}}\ \mathrm {d} x={\begin{cases}-{\frac {1}{a}}\ \mathrm {arctanh} {\frac {x}{a}}={\frac {1}{2a}}\ln {\frac {a-x}{a+x}}&{\mbox{voor }}|x|<|a|\\-{\frac {1}{a}}\ \mathrm {arccoth} {\frac {x}{a}}={\frac {1}{2a}}\ln {\frac {x-a}{x+a}}&{\mbox{voor }}|x|>|a|\end{cases}}}
{\displaystyle \int {\frac {\ \mathrm {d} x}{x^{2^{n}}+1}}=\sum _{k=1}^{2^{n-1}}\left\{{\frac {1}{2^{n-1}}}\left[\sin({\frac {(2k-1)\pi }{2^{n}}})\arctan[\left(x-\cos({\frac {(2k-1)\pi }{2^{n}}})\right)\csc({\frac {(2k-1)\pi }{2^{n}}})]\right]-{\frac {1}{2^{n}}}\left[\cos({\frac {(2k-1)\pi }{2^{n}}})\ln \left|x^{2}-2x\cos({\frac {(2k-1)\pi }{2^{n}}})+1\right|\right]\right\}}
voor a ≠ 0
{\displaystyle \int {\frac {1}{ax^{2}+bx+c}}\ \mathrm {d} x={\begin{cases}{\frac {2}{\sqrt {4ac-b^{2}}}}\arctan {\frac {2ax+b}{\sqrt {4ac-b^{2}}}}&{\mbox{voor }}4ac-b^{2}>0\\-{\frac {2}{\sqrt {b^{2}-4ac}}}\ \mathrm {arctanh} {\frac {2ax+b}{\sqrt {b^{2}-4ac}}}={\frac {1}{\sqrt {b^{2}-4ac}}}\ln \left|{\frac {2ax+b-{\sqrt {b^{2}-4ac}}}{2ax+b+{\sqrt {b^{2}-4ac}}}}\right|&{\mbox{voor }}4ac-b^{2}<0\\-{\frac {2}{2ax+b}}&{\mbox{voor }}4ac-b^{2}=0\end{cases}}}
{\displaystyle \int {\frac {x}{ax^{2}+bx+c}}\ \mathrm {d} x}||{\displaystyle ={\frac {1}{2a}}\ln \left|ax^{2}+bx+c\right|-{\frac {b}{2a}}\int {\frac {\ \mathrm {d} x}{ax^{2}+bx+c}}}
{\displaystyle \int {\frac {mx+n}{ax^{2}+bx+c}}\ \mathrm {d} x={\begin{cases}{\frac {m}{2a}}\ln \left|ax^{2}+bx+c\right|+{\frac {2an-bm}{a{\sqrt {4ac-b^{2}}}}}\arctan {\frac {2ax+b}{\sqrt {4ac-b^{2}}}}&{\mbox{voor }}4ac-b^{2}>0\\{\frac {m}{2a}}\ln |ax^{2}+bx+c\|-{\frac {2an-bm}{a{\sqrt {b^{2}-4ac}}}}\ \mathrm {arctanh} {\frac {2ax+b}{\sqrt {b^{2}-4ac}}}&{\mbox{voor }}4ac-b^{2}<0\\{\frac {m}{2a}}\ln \left|ax^{2}+bx+c\right|-{\frac {2an-bm}{a(2ax+b)}}&{\mbox{voor }}4ac-b^{2}=0\end{cases}}}
{\displaystyle \int {\frac {1}{(ax^{2}+bx+c)^{n}}}\ \mathrm {d} x={\frac {2ax+b}{(n-1)(4ac-b^{2})(ax^{2}+bx+c)^{n-1}}}+{\frac {(2n-3)2a}{(n-1)(4ac-b^{2})}}\int {\frac {1}{(ax^{2}+bx+c)^{n-1}}}\ \mathrm {d} x}
{\displaystyle \int {\frac {x}{(ax^{2}+bx+c)^{n}}}\ \mathrm {d} x=-{\frac {bx+2c}{(n-1)(4ac-b^{2})(ax^{2}+bx+c)^{n-1}}}-{\frac {b(2n-3)}{(n-1)(4ac-b^{2})}}\int {\frac {1}{(ax^{2}+bx+c)^{n-1}}}\ \mathrm {d} x}
{\displaystyle \int {\frac {1}{x(ax^{2}+bx+c)}}\ \mathrm {d} x={\frac {1}{2c}}\ln \left|{\frac {x^{2}}{ax^{2}+bx+c}}\right|-{\frac {b}{2c}}\int {\frac {1}{ax^{2}+bx+c}}\ \mathrm {d} x}
met een wortel in de noemer
{\displaystyle \int {\frac {ax^{n}}{b{\sqrt {cx^{m}}}}}\ \mathrm {d} x={\frac {ax^{n+1}}{b\left(-{\frac {m}{2}}+n+1\right){\sqrt {cx^{m}}}}}}
rationaal · irrationaal · exponentieel · logaritmisch · goniometrisch · invers goniometrisch · hyperbolisch · invers hyperbolisch